# Tim Van Patten
Tim Van Patten (10 de junio de 1959) es un director, actor, guionista y productor estadounidense. Como director, Van Patten ha dirigido capítulos de Los Soprano, Sex and the City, Deadwood, The Wire, Rome, The Pacific, Boardwalk Empire y Game of Thrones. Ha interpretado a "Salami" en The White Shadow, al villano adolescente Peter Stegman en Class of 1984 y Max Keller en la serie The Master.
En 2001, junto a Terence Winter, ganó el premio WGA y el premio Edgar por el capítulo de Los Soprano titulado "Pine Barrens", dirigido por Steve Buscemi. En 2004, Van Patten dirigió el capítulo "Long Term Parking", el cual ganó un premio Emmy al Mejor guion en una serie dramática. En 2012 ganó el Emmy al mejor director en una serie dramática por el episodio "To the Lost" de Boardwalk Empire.
Es medio hermano de Dick Van Patten y Joyce Van Patten. Nació en Brooklyn, Nueva York, y creció en Massapequa, Nueva York.